# Thespesia populnea
Thespesia populnea – gatunek roślin z rodziny ślazowatych. Jest rozpowszechnioną rośliną typową dla wybrzeży mórz tropikalnych. Występuje w Afryce, Azji południowej i wschodniej (na północy po wyspy Riukiu), Australii i Oceanii, a jako roślina introdukowana także w północnej części Ameryki Południowej, w Ameryce Środkowej i na Florydzie. Roślina łatwo rozprzestrzenia się dzięki pływającym owocom, zachowującym żywotność w wodzie przez wiele miesięcy. Sadzona jest jako roślina cieniodajna, poza tym wykorzystywana jest jako roślina jadalna, lecznicza, dostarczająca włókna i drewna.

## Morfologia

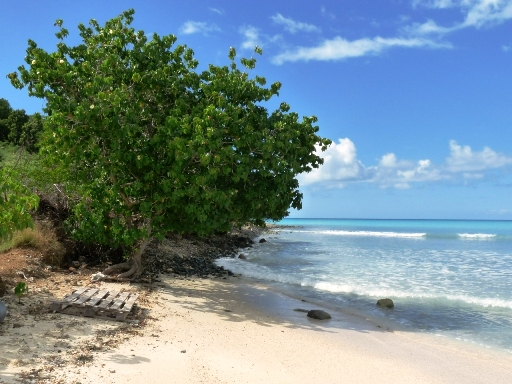
Drzewo rosnące na brzegu morskim

PokrójNiewielkie drzewo o wysokości do kilku metrów, rzadko do 12 m, o pędach pokrytych drobnymi, brązowymi łuseczkami.
LiścieZimozielone, skrętoległe, wsparte drobnymi przylistkami do 7 mm długości. Liście pojedyncze, na ogonku o długości podobnej do blaszki lub nieco krótszym. Blaszka jajowato-sercowata do trójkątnej, długości 7-18 cm i szerokości 4,5-12 cm, na końcu zaostrzona. Użyłkowanie liścia dłoniaste.
KwiatyZwykle pojedyncze, okazałe, wyrastają na tęgich szypułkach z kątów liści. Kieliszek z 3 lub 4 działkami nitkowato-lancetowatymi o długości do 1 cm. Kielich kubeczkowaty, 5-działkowy, o średnicy 1–1,5 cm. Płatki dzwonkowatej korony w kolorze żółtym, zwykle z purpurową plamką u nasady, o długości ok. 5 cm. Pręciki zrośnięte w kolumnę długości połowy płatków korony. Szyjka słupka dłuższa od pręcików.
OwoceWzniesione, kuliste lub gruszkowate torebki 3-5 komorowe o średnicy 3–3,5 cm.